# Rackelhuhn

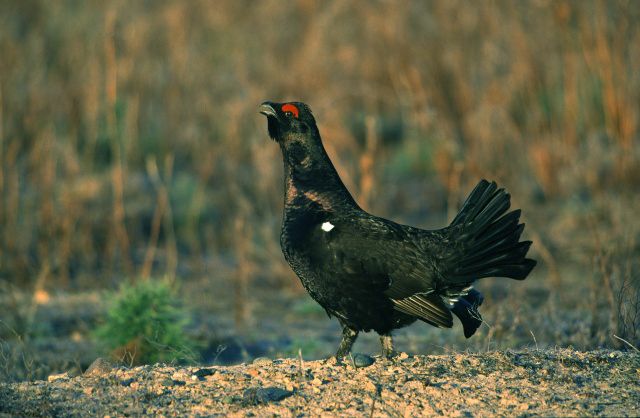
Rackelhahn (Lyrurus tetrix × Tetrao urogallus)

Als Rackelhuhn (oder entsprechend Rackelwild) werden Hybriden zwischen dem Birkhuhn und dem deutlich größeren Auerhuhn (Lyrurus tetrix × Tetrao urogallus) bezeichnet. Diese treten bisweilen in Regionen auf, in denen beide Arten häufig nebeneinander vorkommen. Sie sind relativ selten, wohl aber unter natürlichen Bedingungen die häufigsten Raufußhühner-Hybriden. Aufgrund ihrer Seltenheit galt und gilt ihnen als Jagdwild eine besondere Aufmerksamkeit. 
Es handelt sich immer um Vögel, die aus einer Kreuzung zwischen Birkhahn und Auerhenne hervorgegangen sind. Am auffälligsten sind hierbei die Hähne, Hennen fallen hingegen vermutlich wegen ihrer Ähnlichkeit mit Birkhennen wesentlich seltener als Hybriden auf. Aufgrund des erheblichen Größenunterschiedes kommen Kreuzungen zwischen Auerhahn und Birkhenne unter natürlichen Bedingungen wohl nicht vor und konnten auch in Gefangenschaft nur durch ein Fixieren der Henne und künstliche Insemination herbeigeführt werden. Rackelhühner sind nur sehr eingeschränkt fertil, es wurde in einem Fall in Gefangenschaft aber ein Hybrid zweiter Generation – ein Hahn, der aus einer Kreuzung zwischen einem Rackelhahn und einer Auerhenne hervorging – nachgewiesen.

## Namensgebung
Der Name „Rackelhuhn“ wurde vermutlich vom schwedischen Rackelhane übernommen. Nach Abraham Gotthelf Kästner, der 1744 eine Beschreibung dieses Hybriden aus dem Schwedischen übersetzte, geht die Bezeichnung auf das Wort Rackla (deutsch ‚Räuspern, Schnarchen, Röcheln‘) zurück. Dies bezieht sich auf die stimmlichen Äußerungen, die auch als „Rackeln“ bezeichnet werden. Sie setzen sich sowohl aus Lautäußerungen von Birk- und Auerhahn, als auch aus einer sehr eigentümlichen, gutturalen Lautfolge zusammen, der Ähnlichkeit mit Schweinegrunzen nachgesagt wird.

## Beschreibung
Männliche Hybriden zwischen Birkhahn und Auerhenne stehen in Aussehen und Größe zwischen den beiden Arten. Die Körperlänge wird mit 65–75 cm angegeben.
Kopf, vordere Halspartie, Brust und bisweilen der vordere Rücken schillern auf schwarzem Grund metallisch rotviolett bis kupferrot. Das Kehlgefieder ist verlängert. Rücken, Schultergefieder und Flügeldecken sind braunschwarz mit hellerer Kritzelung. Die Schwingen sind schwarzbraun mit rostbrauner Fleckung. Die Armschwingen tragen eine weißliche Binde und einen weißen Spitzensaum. Weiße Partien finden sich auch an Unterschwanzdecken und Flügelbug. Der Schwanz ähnelt dem des Birkhuhns, ist aber weniger tief ausgeschnitten und zeigt teils weiße Säume. Der Schnabel ist schwärzlich hornfarben, die Iris braun. Ein unter künstlichen Bedingungen herangezogener Hybrid von Auerhahn und Birkhenne wich im Aussehen nicht wesentlich ab.
Die Körperlänge der Hybridhenne wird mit 55–60 cm angegeben. Zuchtversuche ergaben, dass die Hennen immer der väterlichen Seite ähnelten. Rackelhennen (Birkhahn × Auerhenne) ähnelten Birkhennen – mit schmaler Querbänderung und ohne die für Auerhennen typische rötlichbraune Färbung der Brust.

## Geschichte
Bereits 1744 wurde der Rackelhane von G. A. von Rutenschiöld als Hybride zwischen Birkhahn und Auerhenne beschrieben und auch von Carl von Linné wird er 1758 erwähnt. Eine umfassende Beschreibung lieferte Adolf Bernhard Meyer 1887. Er führt auch eine Erstbeschreibung der Henne von 1824 auf, über deren Aussehen zuvor nur spekuliert wurde.